# Oxaenanus kalialis
Oxaenanus kalialis är en fjärilsart som beskrevs av Swinhoe 1900. Oxaenanus kalialis ingår i släktet Oxaenanus och familjen nattflyn. Inga underarter finns listade i Catalogue of Life.